# メダルの達人2 あつまれ!ゴー!ゴー!双六戦隊ドンレンジャーファイブ
メダルの達人2 あつまれ！ゴー！ゴー！双六戦隊ドンレンジャーファイブ（メダルのたつじんつー　あつまれゴーゴーすごろくせんたいドンレンジャーファイブ）とは、バンダイナムコゲームスが『太鼓の達人』をモチーフとして製作したマス型のプッシャーメダルゲームのメダルの達人の第2弾である。2007年2月発売（稼動開始）。

## ゲーム内容
最大参加人数は5人で、フィールドに投入したメダルが、サイコロの目のチャッカー（1～4と6）に入ることで、サイコロの目の数だけ自分のコマが（分岐点がある場合は）ランダムに進み、一番早く目的地に到着した人にゴールボーナスとしてメダルが払いだされる。
ゲームはすごろく風になっており、日本地図上に44個の都市名の付いた駅が存在する。そしてその中の1つの駅が目的地（赤いマス）として設定されており、誰かが目的地へゴールするごとに別の駅が次の目的地としてランダムに決定される。

## ボーナスゲーム
ゴール後に「参加せんす」を持っている場合は、ボーナスゲームに参加することができる。ボーナスゲームには、以下の3種類がある。
1.達人ゲーム音楽にあわせてメダルをチャッカーに入れるボーナスゲーム。モチーフとなっている太鼓の達人に似たゲーム。チャッカーにメダルを入れば入れるほど、ゲージが上昇していき、ノルマ以上になるとメダルが払いだされる。ゴール駅によって曲が変化し、メダルの最高獲得枚数もが変化する。
2.達人レースメダルをチャッカーに入れてゴールを目指すボーナスゲーム。ゴール駅によってコース＆枚数が変化する。また、ゴールしなかった場合は失格となり、メダルは1枚も払い出されない。1人で遊んでる場合は発生しない。
3.達人だるまさんがころんだ和田どんに見つからないようにメダルをチャッカーに入れて進んでいくボーナスゲーム。見つかった場合は、ある程度後方に戻される。最大で320枚の払いだしがある。今回、新たに加わったボーナスゲーム。
このボーナスゲームはゴールしていない人でも「参加せんす」を持っていれば参加できる為、設定によってはゴールせずともメダルを増やすことが可能である。また、「参加せんす」を持っていない場合はメダルをチャッカーに入れてあみだくじを行う『不参加ゲーム』を行うこととなる。『不参加ゲーム』ではメダルや「参加せんす」を獲得することができる。

## ジャックポット
ジャックポットとして以下の7種類がある。
1. スタンプラリージャックポット : 全ての駅（44駅）に止まると100枚
2. 名産品ジャックポット : 指定された名産品を3つ集めると15～60枚。名産品は設定されている各駅に止まるともらえる（例：「ごはん」ならば「新潟」）また、和田イヌが仲間になる。
3. 太鼓島ジャックポット : 地雷花火を踏んだとき、またはUFOを呼び出して連れ去られた時に行くことができるかもしれない。太鼓島ゲームで6のチャッカーに入れると300枚、3･4だと60枚、1･2だと30枚
4. 福引ジャックポット : 福引券を持っている状態で福引所（緑色のマス）に止まると福引ができ、そこで1等を引くと最高999枚獲得。福引ジャックポットの枚数は、大型画面の左上に表示されており、メダルをフィールドに入れることで増加していく。そして誰かが1等を引くと初期値（店の設定により異なる）に戻る。
5. 走行距離ジャックポット : 大型画面に表示されている走行距離が777kmになると50枚
6. 宝箱はミミックだったドン ジャックポット : 宝箱を開けた場合にまれに出現するミミックを倒すと30枚
7. 太鼓城ジャックポット : 地雷花火を踏んだとき、またはUFOを呼び出して連れ去られた時に行くことができるかもしれない。太鼓城ゲームで6のチャッカーに2回連続で入れると1000枚

## アイテム&イベント
アイテム/イベントには以下の種類がある。アイテムは最大6つまで持つことができる。
- 音符

ゴールしたときに音符数×3枚がゴールボーナスにプラスされる。最大99個（ゴールボーナス+297枚）まで持てる。
ただし季節が冬のときは音符が降ってこない(マップに供給されない)。
- ゴールドンカード

ゴールしたときのメダルの枚数（ゴールボーナス＋音符）が2倍になる。ゴールドンカードとゴールカッカードは入手順に使用（自分がゴールした場合）、または消える（他人がゴールした場合）。
- ゴールカッカード

ゴールしたときのメダルの枚数（ゴールボーナス＋音符）が2割増し（1.2倍）になる
- 福引券

福引所に止まった場合、持っている枚数分福引ができる。最大99枚まで持つことができる。
- 参加せんす

これを持っていると誰か（自分も含む）がゴールした場合にボーナスゲームに参加することができる。逆にこれを持っていない場合、ゴールしてもボーナスゲームに参加することはできない。
- 特急券

次のサイコロの目が無条件に2倍になる。
- 超特急券

次のサイコロの目が無条件に3倍になる。
- バックギア

無条件に1マス後ろに戻る。
- メダル

メダルが2～20枚払い出される。
- カメタクシー

目的地まで最短距離で移動してくれる。ただし、ぴったり止まらない場合は消えてしまう。
- カメパトカー

ワルメカドンとのバトル駅まで近道してくれる。ワルメカドン出現時限定。またカメタクシーと違いマスが合わなくても自動的に停まる。
- 地雷花火

何処かの駅に地雷花火を落とす。これを踏むとランダムに何処かの駅に吹き飛ばされる。まれに太鼓島や太鼓城に飛ばされることもある。太鼓島に飛ばされた場合は太鼓島ゲーム、太鼓城に飛ばされた場合は太鼓城ゲームとなり、終了後に地雷花火を踏んだ駅に戻される。
- UFO

目的地の近くに連れて行ってくれる。何もしない場合もある。まれに太鼓島、太鼓城に連れて行かれることがある。
- レベルアップ

移動するスピードがUPする。
- レベルダウン

移動するスピードがDOWNする。
- 宝箱

アイテムが入っている。空っぽの場合もある。
- 豪華な宝箱

宝箱よりも良いアイテムが入っている。ただし、『宝箱のカギ』が無いと開かない（獲得できない）。具体的には「ゴールドンカード」や「福引き券30枚」などが入っている。空っぽの場合もある。
- 宝箱のカギ

豪華な宝箱を開けることができる。
- ふしぎなタマゴ

ふしぎなタマゴが出現した駅にだれでもいいので3回到着するとタマゴが割れて、『ワルメカドン』や悪の手下が生まれる。空っぽの場合もある。
- ワルメカドン

ふしぎなタマゴから生まれ、駅を壊したり、アイテムを壊したりする。目的地を破壊された場合はワルメカドンがいなくならない限りゴールすることができない。
- 台風イベント

台風の近くの駅に止まった場合に発生し、台風と逆方向に吹き飛ばされる。頑張って耐え抜く（飛ばされない）場合もある。
- 福引所イベント

福引所が設置されている駅（緑色のマス）に止まると発生し、持っている福引券の枚数分福引ができる。福引の内容としては、1等（金色）がジャックポット（大型画面の左上に表示されている枚数）で100～999枚であり、2等（青）が10枚、3等（赤）が1枚、はずれ（白）が0枚となっている。なお、1等が当選した場合はそこで終了（福引券がまだあったとしても）となり、福引所は閉鎖される。その後、別の都市に福引所がオープンする。仲間がいると1等の当たりやすさがアップする。但し福引を行っている間に誰かが目的地へゴールすると強制的に追い出される。
- おみくじイベント

青い駅はおみくじのチャンスで、チャッカーに入ったメダルに応じておみくじの結果が決まる。6に入れば大吉の可能性が高く、ラッキーの順に大吉、中吉、小吉、末吉、吉、凶、大凶となっている。
大吉：金のすずどん＋メダル15枚
中吉：銀のすずどん＋メダル10枚
小吉：銅のすずどん＋メダル5枚
吉：青銅のすずどん
末吉：（何も起こらない）
凶：フキツキン1匹
大凶：フキツキン3匹
- 太鼓島ゲーム

地雷花火を踏み太鼓島に飛ばされた場合に発生する。ルールは60秒以内にどれか1つのサイコロチャッカーにメダルを通すことで、あらかじめ設定された枚数のメダルを獲得することができる。その枚数は「1」「2」が30枚、「3」「4」が60枚、「6」が300枚となっている。
- 太鼓城ゲーム

地雷花火を踏み太鼓城に飛ばされた場合に発生する。ルールは60秒以内にどれか1つのサイコロチャッカーにメダルを通すことで、あらかじめ設定された枚数のメダルを獲得することができる。その枚数は2回連続で「6」だと1000枚、他は1枚となっている。

## ゴール時のメダル払い出し

### ゴールボーナス
ゴールボーナスは各駅ごとに設定されており、その駅から伸びている通路の本数が少ない程、高配当となっている。ちなみに最低は35枚（東京）で最高は150枚（成田）である。各駅のゴールボーナス枚数は以下のとおり。
- 35枚（通路7本）

東京
- 40枚（通路6本）

大阪
- 50枚（通路5本）

札幌
- 60枚（通路4本）

新潟、博多
- 70枚（通路3本）

釧路、青森、仙台、秋田、金沢、京都、松江、下関、岡山、高松、松山、佐賀、大分、宮崎、鹿児島
- 80枚（通路2本）

稚内、十勝、夕張、函館、盛岡、山形、福島、横浜、佐渡島、富山、長野、静岡、名古屋、神戸、津、和歌山、鳥取、広島、徳島、高知、長崎、熊本、沖縄
- 150枚（通路1本）

成田

### ゴール時のメダル枚数
ゴール時のメダル枚数は、ゴールボーナス（目的地）、音符数、アイテムによって決定する。その計算式は以下のとおり。なお、「ゴールドンカード」「ゴールカッカード」の両方のアイテムを持っている場合は、入手した順に1つずつ使用していく。
- 「ゴールドンカード」を持っている

（ゴールボーナス+音符数×3）×2
- 「ゴールカッカード」を持っている

（ゴールボーナス+音符数×3）×1.2
- 「ゴールドンカード」「ゴールカッカード」のどちらも持っていない

ゴールボーナス+音符数×3

例1）目的地=「名古屋（80枚）」、音符=10個、「ゴールドンカード」所持
　　（80+10×3）×2=220枚
例2）目的地=「新潟（60枚）」、音符=50個、「ゴールカッカード」所持
　　（60+50×3）×1.2=252枚
例3）目的地=「東京（35枚）」、音符=0個、アイテム無し
　　35+0×3=35枚
例4）目的地=「成田（150枚）」、音符=99個、「ゴールドンカード」所持
　　（150+99×3）×2=894枚

## 季節イベント
メダルの達人2では季節の概念があり、誰かがゴールするごとに春→夏→秋→冬の順で季節が変わる。また、季節ごとにイベント（ミニゲーム）が用意されている。
- 春（花をうえるドン）

メダルを1枚チャッカーに入れることによって、各チャッカーに対応した花を選択する。このイベントが発生した駅には鉢植えが表示される。各花には咲く季節（例：コスモスなら秋）が設定されており、その季節に自分の鉢植えがおいてある駅に到着するとメダルを獲得することができる。なお、鉢植えは花が咲いている季節が終わると消えてなくなる。
《4：あさがお》　　　…　咲く季節=夏／メダル枚数=50枚
《1：チューリップ》　…　咲く季節=春／メダル枚数=20枚
《6：ひまわり》　　　…　咲く季節=夏／メダル枚数=100枚
《2：コスモス》　　　…　咲く季節=秋／メダル枚数=40枚
《3：バラ》　　　　　…　咲く季節=春／メダル枚数=30枚
- 夏（スイカ割りをするドン）

まず、夏になると地雷花火のようにスイカが降ってくるイベントが発生する。そのスイカがある駅に到着することでイベントが発生し、15秒の間にメダルにチャッカーに入れるとスイカが1個割れる（6のチャッカーだけはスイカが3個割れる）。割れたスイカ×4枚のメダルが払い出される。なお、スイカは秋になると消えてなくなる。
- 秋（焼きイモを食べるドン）

まず、秋になると地雷花火のように焼きイモが降ってくるイベントが発生する。その焼きイモがある駅に到着すると焼きイモを全6口中の1口を食べる（和田イヌが仲間にいると2口）。最後の1口を食べると30枚の払い出し。なお、焼きイモは冬になると消えてなくなる。
- 冬（雪だるまをつくるドン）

30秒以内に「1」「2」「3」「4」の4種類のチェッカーに1枚ずつ入れることで雪だるまを完成させると30枚のメダル払い出し。「6」は入れなくもOKだが、入れると10枚のボーナスアップ。さらに雪だるまを複数完成させることで（1個に付き5枚の）ボーナスアップ。なお、雪だるまは春になると消えてなくなる。

## 仲間システム
太鼓の達人2では最大3人まで仲間を連れて歩くことができる。既に仲間が3人いる状態で仲間になる条件を満たしても仲間にはならない。「ワルメカドンやミミックとの戦闘の手助け」、「アイテムの取得」、「福引きの当たりやすさアップ」「悪の手下からアイテムを守る」などを行ってくれる。仲間の種類は以下の通り。
- テツオ

ボーナスゲームをクリアした（メダルの払い出しがあった）誰かに仲間になる。効果は「福引所の当たりやすさアップ」「ワルメカドンやミミックとの戦闘の手助け」「悪の手下からアイテムを守る」。誰かがゴールすると仲間から外れる。
- はなちゃん

ボーナスゲームをクリアした（メダルの払い出しがあった）誰かに仲間になる。効果は「福引所の当たりやすさアップ」「ワルメカドンやミミックとの戦闘の手助け」「悪の手下からアイテムを守る」。誰かがゴールすると仲間から外れる。
- 和田イヌ

名産品ジャックポットを獲得した場合、仲間になる。効果は「まれにアイテムの取得」「ワルメカドンやミミックとの戦闘の手助け」「悪の手下からアイテムを守る」。誰かが名産品ジャックポットを獲得する、または一定期間経つと仲間から外れる。
- 金のすずどん

おみくじ所で大吉だった場合、仲間になる。効果は「福引所の当たりやすさアップ」「悪の手下からアイテムを守る」。仲間になった時に15枚のメダルの払い出しがある。福引所で福引を行うと仲間から外れる。
- 銀のすずどん

おみくじ所で中吉だった場合、仲間になる。効果は「福引所の当たりやすさアップ」「悪の手下からアイテムを守る」。仲間になった時に10枚のメダルの払い出しがある。福引所で福引を行うと仲間から外れる。
- 銅のすずどん

おみくじ所で小吉だった場合、仲間になる。効果は「福引所の当たりやすさアップ」「悪の手下からアイテムを守る」。仲間になった時に5枚のメダルの払い出しがある。福引所で福引を行うと仲間から外れる。
- 青銅のすずどん

おみくじ所で吉だった場合、仲間になる。効果は「福引所の当たりやすさアップ」「悪の手下からアイテムを守る」。福引所で福引を行うと仲間から外れる。
- フキツキン

おみくじ所で凶だった場合1匹、大凶だった場合3匹仲間になる。効果は駅に止まった時にイベントが一切起こらなくなる。3，4ターンで消えてなくなる。唯一、マイナスの効果がある仲間。

## ワルメカドン

### 出現
ふしぎなタマゴがある駅に誰かが着くと1回目にヒビがはいり、2回目はさらにヒビが入り割れそうになり、3回目で卵が完全に割れる。このとき、ワルメカドンが出現する。ただし、ふしぎなタマゴから必ずワルメカドンが出現するわけではなく、悪の手下が出現することやからっぽ（何も出現しない）の場合もある。

### ワルメカドンの悪行
- 目的地（ゴール駅）の破壊（これによりワルメカドンがいなくなるまでゴールできなくなる）
- 駅においてあるアイテム（音符や宝箱など）を食べる（消滅させる）
- 目的地以外の駅の破壊（破壊された駅に止まってもイベントが発生しなくなる）
- アイテム（メダル、福引券など）取得時に目からの光線で破壊
- プレーヤーを黒焦げにする（黒焦げにされると移動速度が極端に遅くなる）

### 戦闘
プレーヤーの駒とワルメカドンが重なると戦闘になり、時間内にワルメカドンを倒せば活躍に応じてメダルが払い出される。また、ワルメカドンと戦闘中に他のプレーヤーが合流すると制限時間がのびる。ワルメカドンを倒しても、さらに新たな敵が登場することがあり、その種類は以下の通りである。特に「キングワルメカドン」は5人全員が戦闘に参加しなければ出現しない。
1. ワルメカドン
2. グレートワルメカドン
3. マスターワルメカドン
4. ワルメカザウルス
5. キングワルメカドン

### 消滅条件
ワルメカドンの消滅条件は以下のとおり。
1. （最後の）ワルメカドンに戦闘で勝った場合
2. ワルメカドンに戦闘で負けた場合
3. 目的地を破壊される前にゴールした場合
4. メダルの投入を停止して、大型スクリーンのデモ画面を表示させた場合

### その他
亀パトカーを手に入れるとワルメカドンと戦闘している駅まで最短距離で移動できる。
ふしぎなタマゴから出現する悪の手下の種類と悪行は以下のとおり。
1. 悪の手下1号(狐顔)はアイテムを盗む。
2. 悪の手下2号(ひょっとこ顔)は福引券を盗む。
3. 悪の手下3号(おかめ顔)は音符を盗む。